# Mariene ecoregio Zuidelijk China
De Mariene ecoregio Zuidelijk China (113) (Engels: Southern China marine ecoregion) is een biogeografische regio en ligt in het westen van de Grote Oceaan in de Mariene provincie Zuid-Chinese Zee (25) in het Marien rijk Centrale Indo-Pacific. De mariene ecoregio is vastgesteld door het World Wide Fund for Nature en The Nature Conservancy en is vernoemd naar China.
In het noordoosten grenst het gebied aan de mariene ecoregio Oost-Chinese Zee (52), in het oosten aan de mariene ecoregio Zuidelijke Kuroshiostroom (121), in het zuiden aan de mariene ecoregio Oceanische eilanden Zuid-Chinese Zee (114) en in het westen aan de mariene ecoregio Golf van Tonkin (112).

## Geografie
De mariene ecoregio ligt in het westen van de Grote Oceaan voor de zuidoostkust van China en de westkust van Taiwan. Het gebied ligt in het noorden van de Zuid-Chinese Zee en strekt zich uit van de Straat van Taiwan tot aan de stad Wuchuan (ten oosten van het Leizhou-schiereiland) en omvat onder andere de wateren rond Macau en Hongkong.

## Biogeografie
Het gebied kent zeeleven dat houdt van tropische temperaturen.